# Moufoutaou Adou
Moufoutaou Adou (* 10. April 1991 in Manigri) ist ein beninischer Fußballspieler.

## Karriere

### Verein
Adou spielt seit 2008 für ASPAC de Cotonou. 2010 gewann er mit dem Verein die erste Meisterschaft der Vereinsgeschichte. Im Februar 2010 stand er vor einem Wechsel zum SK Sturm Graz, der Transfer scheiterte jedoch.

### Nationalmannschaft
Adou gehörte zum Kader der Nationalmannschaft des Benins bei der Fußball-Afrikameisterschaft 2010 in Angola.